# Nebra
Nebra (Unstrut) é uma cidade alemã localizada no distrito de Burgenlandkreis do estado de Saxônia-Anhalt. Situa-se sobre o rio Unstrut.